# Робинсон, Келси
Келси Мэри Робинсон (-Кук) (англ. Kelsey Marie Robinson-Cook; 25 июня 1992, Элмхерст, округ Ду-Пейдж, штат Иллинойс, США) — американская волейболистка. Нападающая-доигровщица. Олимпийская чемпионка 2020, чемпионка мира 2014.

## Биография
Келси Робинсон родилась во Элмхерсте (штат Иллинойс). Отец — Майкл Робинсон, мать — Сьюзан Робинсон. Волейболом начала заниматься в школе Святого Франциска в городе Уитон.
В 2010—2012 играла за команду Университета Теннесси, а в 2013 — за Университет Небраски-Линкольна в студенческих соревнованиях, в том числе в чемпионатах Национальной ассоциации студенческого спорта (англ. National Collegiate Athletic Association, сокр. NCAA).
В 2014 первым профессиональным клубом Робинсон стал китайский «Бэйцзин Байк Моторс». Впоследствии волейболистка играла в Пуэрто-Рико, вновь в Китае, а с командами из Италии («Имоко Воллей») и Турции («Вакыфбанк») выигрывала национальные чемпионаты этих стран, а также Лигу чемпионов ЕКВ и клубный чемпионат мира. В 2021 заключила контракт с японской «Тойотой АБ Куинсейз», в которой выступает её соотечественница Акинрадево.
В 2014 Робинсон дебютировала в национальной сборной США, приняв участие в победном для американской команды чемпионате мира. С этого времени неизменно выступает за сборную страны, выиграв в её составе «золото» Олимпиады-2020, Гран-при 2015, Лиги наций (трижды) чемпионата NORCECA 2015.

### Клубная карьера
- 2010—2012 —  Университет Теннесси;
- 2013 —  Университет Небраски-Линкольна;
- 2014—2015 —  «Бэйцзин Байк Моторс» (Пекин);
- 2015 —  «Леонас де Понсе» (Понсе);
- 2015—2016 —  «Имоко Воллей» (Конельяно);
- 2016—2017 —  «Бэйцзин Байк Моторс» (Пекин);
- 2017 —  «Имоко Воллей» (Конельяно);
- 2017—2019 —  «Вакыфбанк» (Стамбул);
- 2019—2020 —  «Фенербахче» (Стамбул);
- 2020—2021 —  «Гуандун Эвергрэнд» (Шэньчжэнь);
- 2021 —  «Фенербахче» (Стамбул);
- 2021—2022 —  «Тойота Ауто Боди Куинсэйз» (Кария);
- 2022—2024 —  «Имоко Воллей» (Конельяно);
- с 2024 —  «Атланта» — LOVB.

## Достижения

### Со сборной США
- Олимпийская чемпионка 2020;
  - серебряный (2024) и бронзовый (2016) призёр Олимпийских игр.
- чемпионка мира 2014.
- серебряный (2019) и бронзовый (2015) призёр розыгрышей Кубка мира.
- чемпионка Мирового Гран-при 2015;
  - серебряный призёр Гран-при 2016.
- 3-кратный победитель Лиги наций — 2018, 2019, 2021.
- чемпионка NORCECA 2015;
- двукратный серебряный призёр чемпионатов NORCECA — 2019, 2023.

### С клубами
- бронзовый призёр чемпионата Пуэрто-Рико 2015.
- 3-кратная чемпионка Италии — 2016, 2023, 2024;
  - серебряный призёр чемпионата Италии 2017.
- двукратный победитель розыгрышей Кубка Италии — 2017, 2024.
- обладатель Суперкубка Италии 2023.
- двукратная чемпионка Турции — 2018, 2019;
  - серебряный призёр чемпионата Турции 2021.
- победитель розыгрыша Кубка Турции 2018;
  - серебряный призёр Кубка Турции 2019.
- обладатель Суперкубка Турции 2017.
- бронзовый призёр чемпионата США (LOVB) 2025.

- двукратный победитель Лиги чемпионов ЕКВ — 2018, 2024;
  - серебряный призёр Лиги чемпионов ЕКВ 2017.
- двукратная чемпионка мира среди клубных команд — 2018, 2022.

### Индивидуальные
- 2015: лучшая доигровщица (одна из двух) Мирового Гран-при.
- 2016: MVP чемпионата Италии.
- 2017: лучшая доигровщица (одна из двух) Лиги чемпионов ЕКВ.
- 2019: лучшая доигровщица (одна из двух) Кубка мира.
- 2022: лучшая доигровщица (одна из двух) клубного чемпионата мира.